# Some Like It Hot (1959)
Some Like It Hot is een film uit 1959 onder regie van Billy Wilder met in de hoofdrollen Tony Curtis, Jack Lemmon en Marilyn Monroe.
De film is gebaseerd op een verhaal van Robert Thoeren en Michael Logan. Logan had het verhaal (zonder de gangsters overigens) al eens gebruikt voor de Duitse film Fanfaren der Liebe uit 1951. De filmtitel komt uit het kinderrijmpje Pease Porridge Hot. In de film zegt Junior tegen Sugar Kane dat "hij meer van klassieke muziek houdt dan (hot) jazz". De werktitel voor de film was overigens Not Tonight, Josephine. Doordat in de film travestie voorkomt en er toespelingen zijn op homoseksualiteit, waren er bij het verschijnen morele bedenkingen in het licht van de Motion Picture Production Code. Die code verloor door de film verder aan betekenis. Naar maatstaven van de 21ste eeuw is de film bijzonder door de openlijke suggestie van een homohuwelijk in het verrassende slot.
De film was een groot succes in de bioscopen met een omzet van 25 miljoen dollar in de VS alleen al (op een budget van bijna 3 miljoen dollar). Hoewel de film veel nominaties kreeg voor de Oscars werd alleen de Oscar voor Beste kostuums verzilverd. Wel was er een Golden Globe voor Beste film, voor Beste actrice (Monroe) en voor Beste acteur (Lemmon). In 1989 werd de film geselecteerd voor conservering in het United States National Film Registry van het Library of Congress.  In 2000 verscheen de film op de eerste plaats in de lijst van 100 beste filmkomedies van het American Film Institute.

## Verhaal
Chicago, eind jaren twintig. Twee muzikanten, Joe en Jerry, hebben moeite om het hoofd boven water te houden. Ze spelen gewoonlijk in orkesten, maar de spoeling is dun en niemand heeft werk. De enige vacatures zijn twee plaatsen voor damesmuzikanten in een damesorkest. Als de twee door de straten van Chicago lopen zijn ze ongewild getuige van de executie van een aantal gangsters door een concurrerende bende onder leiding van Spats Colombo. De twee vluchten, maar beseffen ook dat ze zullen moeten onderduiken. Ze herinneren zich het damesorkest en verkleed als vrouw weten ze een plaatsje te krijgen in de band. Ze noemen zich Josephine en Geraldine en al snel zijn ze onderweg naar Florida waar het damesorkest een aantal weken zal spelen. Eenmaal in Florida beginnen de problemen zich op te stapelen. Zowel Joe en Jerry zijn bijzonder ingenomen met de aanwezigheid van de verschillende vrouwelijke orkestleden en in het bijzonder met die van de zangeres, Sugar Kane. Met name Jerry heeft het moeilijk met de dames. Om zich niet te verraden als man gaat hij zo in zijn rol als vrouw op dat hij zich Daphne gaat noemen en belangstelling krijgt van de mannelijke gasten. Met name miljonair Osgood Fielding III zit achter hem aan. Joe vindt een manier om Sugar Kane te verleiden. Hij verkleedt zich weer als man en zet een bril op. Hij poseert als Junior, de rijke erfgenaam van het Shellconcern. Sugar is diep onder de indruk van haar miljonair, evenals Jerry/Daphne van de zijne. Hij vergeet zelfs dat hij geen vrouw is als hij Osgoods huwelijksaanzoek accepteert. Juist op dat moment arriveren er allerlei gangsters in het hotel. De verschillende bendes houden een conventie en ook de bende van Spats is uitgenodigd. Spats herkent Jerry en Joe en zet de achtervolging in. Uiteindelijk weten Jerry en Osgood en Joe en Sugar te ontsnappen met het jacht van Osgood. Joe bekent Sugar dat hij haar voorgelogen heeft maar ze antwoordt dat ze desondanks van hem houdt. Jerry intussen maakt aan Osgood bekend dat ze niet kunnen trouwen, omdat hij een man is. De miljonair antwoordt echter droogjes: "Ach, niemand is perfect".

## Rolverdeling

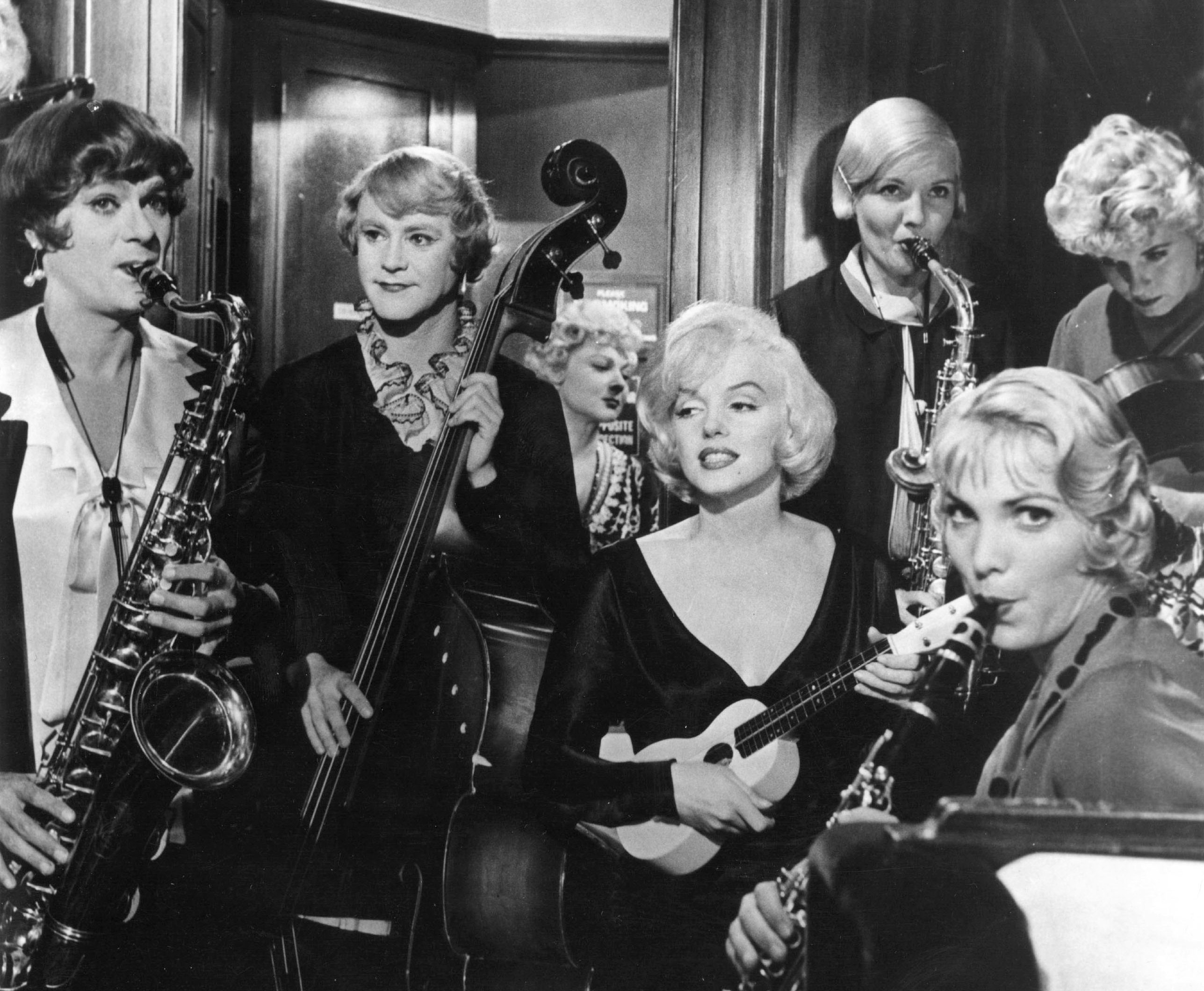
Joe, Jerry En Sugar.

| Acteur                 | Personage                           |
| ---------------------- | ----------------------------------- |
| Marilyn Monroe         | Sugar "Kane" Kowalczyk              |
| Tony Curtis            | Joe / "Josephine" / "Shell Oil Jr." |
| Jack Lemmon            | Jerry / "Daphne"                    |
| George Raft            | "Spats" Colombo                     |
| Pat O'Brien            | rechercheur Mulligan                |
| Joe E. Brown           | Osgood Fielding III                 |
| Nehemiah Persoff       | "Little Bonaparte"                  |
| Joan Shawlee           | Sweet Sue                           |
| Dave Barry             | mr. Bienstock                       |
| Billy Gray             | Sig Poliakoff                       |
| Barbara Drew           | Nellie Weinmeyer                    |
| Grace Lee Whitney      | Rosella                             |
| George E. Stone        | "Toothpick" Charlie                 |
| Mike Mazurki           | handlanger van Spats                |
| Harry Wilson           | handlanger van Spats                |
| Edward G. Robinson jr. | Johnny Paradise                     |
| Beverly Wills          | Dolores                             |
| Al Breneman            | piccolo                             |

## Achtergrond

### Acteurs
Regisseur Wilder bemoeide zich intensief met de selectie van de acteurs. Met een komedie als Some Like It Hot was met name de timing van de acteurs erg belangrijk. Het moesten acteurs met ervaring zijn en geschoold in de komedie. Aanvankelijk had Wilder Danny Kaye op het oog voor de rol van Jerry, later overwoog hij Jerry Lewis maar die weigerde omdat hij geen travestierol wilde. De acteur kreeg hier later spijt, vooral toen Lemmon een Oscarnominatie kreeg. Een aantal jaren lang stuurde Jack Lemmon Lewis rond de datum van de Oscarnominaties chocolaatjes als herinnering aan zijn stommiteit. Wilder overwoog ook om Frank Sinatra voor de rol van Jerry te nemen, maar ook die weigerde. Anthony Perkins deed auditie maar werd afgewezen. Uiteindelijk kreeg Jack Lemmon de rol. Tony Curtis had minder concurrentie. Alleen Bob Hope werd even overwogen, maar dan in combinatie met Danny Kaye. Billy Wilder had wel Marilyn Monroe voor ogen voor Sugar, maar die was aanvankelijk niet beschikbaar. Mitzi Gaynor werd geselecteerd, maar moest het veld ruimen toen Monroe toch beschikbaar bleek. Aanvankelijk was Edward G. Robinson gekozen als gangster, maar Robinson had ruzie gekregen met Raft en zei dat hij nooit meer met hem in een film wilde spelen, hij hield woord.

### Opnames

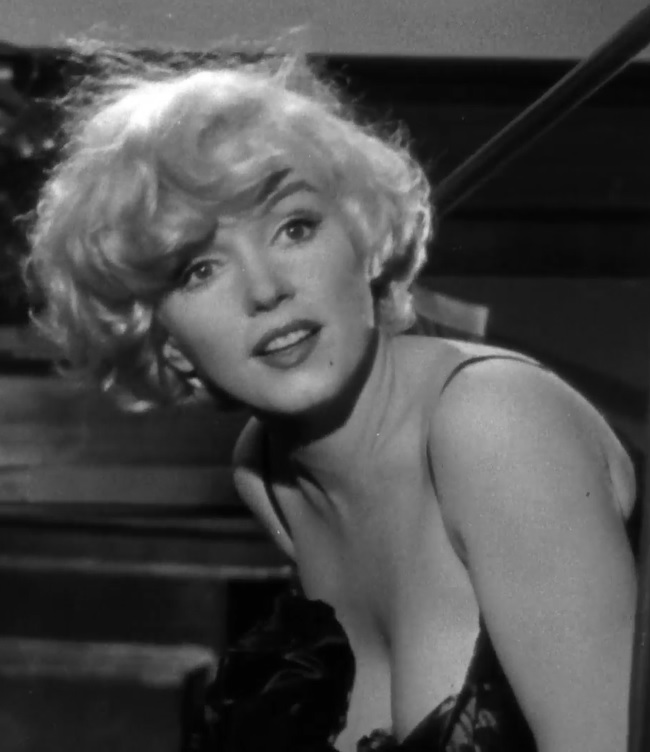
Monroe als Sugar in Some Like It Hot

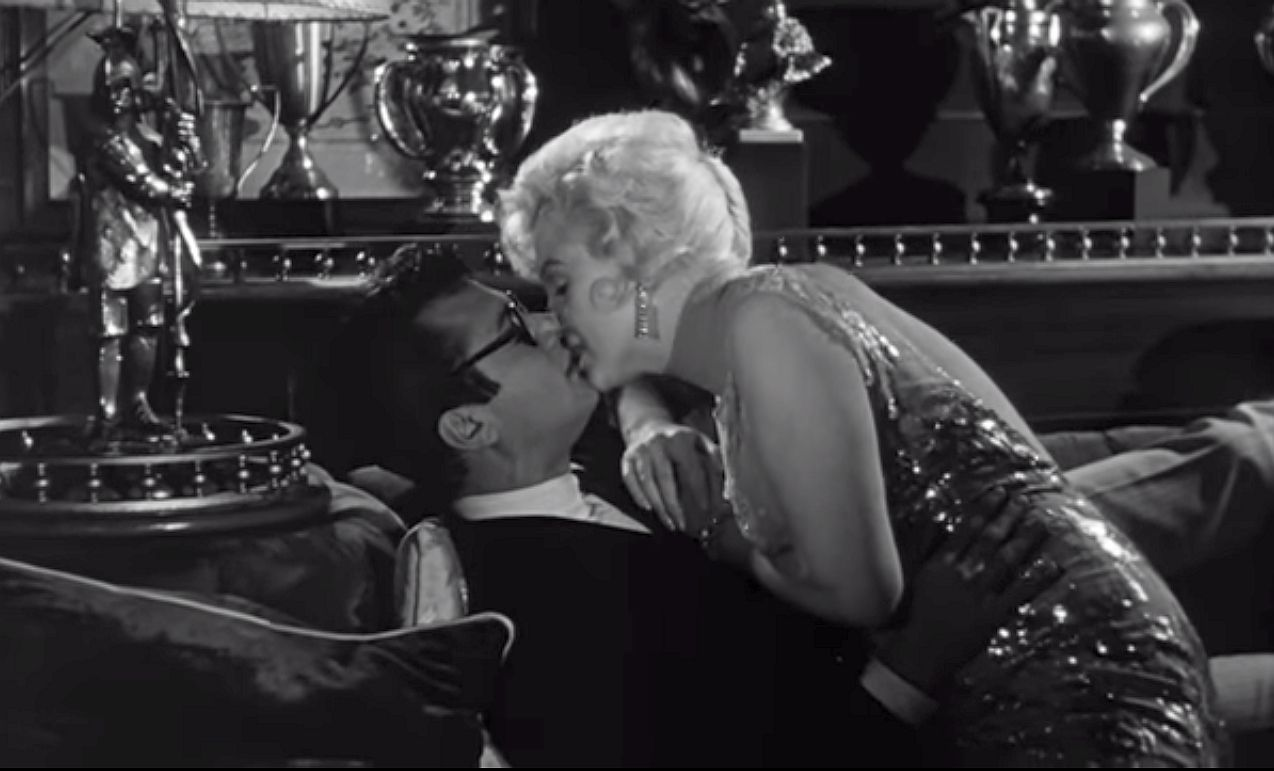
Monroe en Curtis zoenen elkaar.

De opnames van de film waren een nachtmerrie voor Billy Wilder. Ten eerste moest hij het originele plan om de film in kleur te schieten laten vallen omdat de grime van Curtis en Lemmon een groenige teint liet zien op de filmprints. Monroe was hier heel boos over omdat er in haar contract stond dat al haar films in kleur moesten worden opgenomen. Wilder kon haar overtuigen maar deze discussie bleek pas de eerste in een lange rij problemen. Zo bleek Monroe zwanger tijdens de opnames. Hierdoor was ze veel zwaarder dan normaal en moesten de kostuums worden aangepast. Voor de publiciteitsfoto's van de film poseerde Monroes vaste stand-in Evelyn Moriarty, waarna het hoofd van Marilyn later werd ingevoegd.
Monroe had ook zware persoonlijke problemen en Wilder vreesde dat haar instabiliteit de film in gevaar zou brengen. Hij koos het Hotel del Coronado in Coronado (nabij San Diego) als locatie voor de hotelscènes die een groot deel van de film uitmaken. Het voordeel was dat Monroe een vaste plek had en niet te veel hoefde te reizen. Wilder had veel met zijn ster te stellen. Zo kwam Monroe steevast twee tot drie uur te laat op de set, als ze al haar kleedkamer uit kwam. Ze had problemen met het leren van haar tekst en in sommige scènes is te zien dat ze haar tekst van borden afleest die naast de camera worden vastgehouden (bijvoorbeeld de scène waar Monroe en Curtis elkaar vaarwel zeggen over de telefoon). In een van de opnames moest Monroe zeggen: "It's me, Sugar", maar ze bleef zeggen: "Sugar, it's me" of "It's Sugar, me". Na dertig takes liet Wilder de tekst op een bord schrijven. Maar evengoed waren er nog 17 takes nodig voor het er goed op stond. Op den duur werd Wilder gek van het feit dat Monroe haar teksten verkeerd bleef zeggen en uiteindelijk liet hij ze later indubben. Voor Tony Curtis en Jack Lemmon was het spelen met Monroe een ware beproeving. Elke dag stonden ze keurig op tijd in vrouwenkostuum te wachten tot Monroe kwam opdagen. Het staan op hoge hakken was moordend, helemaal als Monroe vervolgens dertig tot vijftig takes nodig had voor de scène er op stond. Lemmon en Curtis maakten vaak van tevoren een weddenschap hoeveel takes nodig zou hebben. Lemmon had overigens minder scènes met Monroe dan Curtis en de laatste raakte zo gefrustreerd van de labiele actrice dat toen een reporter vroeg hoe het was om Monroe te kussen, hij zei, "het was alsof ik Hitler moest kussen". Wat later in de extra’s van de dvd Curtis zelf weerlegt dat het ooit is gezegd. 
Lemmon en Curtis hadden ook andere problemen. Ze moesten geloofwaardig overkomen als vrouwen en kregen les van een man die in een nachtclubs als travestiet optrad. Hij leerde het tweetal onder andere lopen op hoge hakken. Lemmon had er al snel genoeg van. Na een week weigerde hij nog langer deel te nemen aan de lessen. Hij vond dat hij beter overkwam als een man die probeerde te lopen als een vrouw. Samen met Curtis ging Lemmon ook uitproberen hoe geloofwaardig ze overkwamen als vrouwen. Nadat ze hun vrouwenkostuums hadden aangetrokken liepen ze de studio's rond en bezochten de vrouwentoiletten, zonder de wc-hokjes in te gaan, want dat durfden ze niet. Geen enkele vrouw doorzag hun vermomming toen ze hun lippen stonden te stiften voor de spiegels. Toen Curtis dit een keer bij Monroe probeerde bij MGM Studio's, liep hij naar buiten zei tegen haar: "niemand heeft het opgemerkt". Tot een van de dames naar buiten kwam en zei "Je ziet er goed uit, Curtis". Toen Wilder dit later hoorde nam hij het gebeuren op als scène in de film. De film eiste ook het een en ander van de acteurs op dansgebied. George Raft, die de rol van Spats Colombo speelde, was ook een geoefend danser en hij wierp zich op als danscoach voor Lemmon en Joe E. Brown (Osgood Fielding III) die samen een tango moesten dansen. Tot wanhoop van Raft duurde het verscheidene uren voor Lemmon als vrouw kon dansen. Maar ook Curtis had zijn problemen met de vrouwenrol. Hij hield het niet vol om voortdurend met een hoge stem te praten in zijn rol als Josephine. Wilder liet daarom in de post-productie de stem van Josephine inspreken door Paul Frees. Voor de rol van Junior bedacht Curtis zelf een ander stemmetje. Hij probeerde daarvoor Cary Grant te imiteren. Iedereen vond het leuk, behalve Grant zelf.

### Testpubliek
Het eerste testpubliek dat de film zag, lachte niet en de producenten en studiobazen drongen er bij Wilder op aan de film aan te passen. Wilder veranderde echter niets en zei dat ze gewoon de film aan een verkeerd publiek hadden laten zien. De volgende tests waren inderdaad een succes en het publiek lag dubbel van het lachen. Vreemd genoeg dwong dit Wilder wel tot aanpassingen. Het publiek moest bijvoorbeeld zo lachen toen Lemmon zijn verloving met Osgood Fielding III aankondigde dat veel van de dialoog verloren ging. Hierop monteerde Wilder de scène opnieuw met langere pauzes tussen de dialoog.

## Muziek
De volgende nummers zijn in de film te horen:
- I'm Through With Love
- I Wanna Be Loved By You
- Some Like It Hot
- Runnin' Wild
- Down Among the Sheltering Palms
- Sugar Blues
- By the Beautiful Sea
- Sweet Georgia Brown
- La Cumparsita
- Stairway to the Stars
- Liebesträume

## Citaat
Het beroemdste citaat uit de film wordt gezegd aan het einde: "Well, nobody's perfect". Het had maar even gescheeld of deze zin was nooit in de film gekomen. Het was bedoeld als opvuller totdat de scenaristen een betere zin hadden bedacht. Maar Wilder vond het zo leuk dat hij de oorspronkelijke tekst handhaafde.